# She's so Great
She's so Great è il quarto album in studio della cantautrice italiana Giordana Angi, pubblicato il 24 maggio 2024.

## Descrizione
Il progetto discografico è il sesto progetto discografico della cantautrice e si compone di dieci tracce, scritte dalla stessa Giordana Angi con la collaborazione di autori e produttori, tra cui Martin Kierszenbaum, Fabio Brignone, Luca Zaliani e Antonio Iammarino e include collaborazioni con artisti come Sting e Diego Navaira. Inoltre è distribuito dall'etichetta Cherrytree Records e realizzato in quattro versioni (italiano, inglese, francese e spagnolo), in seguito all'abbandono della cantautrice ad Amici di Maria De Filippi e all'etichetta 21co per dedicarsi alla realizzazione del progetto a Londra.

## Promozione

### Singoli
Il 15 marzo 2024 è stato pubblicato Take Us Home come primo singolo estratto dall'album.
Il 6 dicembre 2024 è stato reso disponibile il quarto singolo estratto dall'album, Il nostro amore, che ha visto la collaborazione di Sting.

### Tour
Per promuovere il disco, la cantautrice dal 27 maggio al 3 agosto 2024 è stata impegnata in tour con Sting, che li ha visti esibirsi con un open act in vari club europei, attraverso il Giordana Angi Tour - Opening For Sting.

## Tracce
1. She's so Great – 2:28 (Giordana Angi, Martin Kierszenbaum)
2. The wedding song (texting with Miley) – 2:46 (Giordana Angi, Martin Kierszenbaum)
3. Close to Heaven – 2:59 (Giordana Angi, Martin Kierszenbaum)
4. Hard to Breathe – 2:45 (Giordana Angi, Martin Kierszenbaum)
5. Il nostro amore (feat. Sting) – 3:35 (Giordana Angi, Summer Gordon Matthew, Martin Kierszenbaum)
6. My Treasure – 2:45 (Giordana Angi, Martin Kierszenbaum)
7. That's what time does – 3:19 (Martin Kierszenbaum, Emilio e Diego Navaira)
8. Memories – 2:25 (Martin Kierszenbaum, Diego Navaira)
9. Big Eyes (feat. Diego Navaira) – 2:35 (Giordana Angi, Diego Navaira, Martin Kierszenbaum)
10. Take Us Home – 3:05 (Giordana Angi, Martin Kierszenbaum)